# Фаду
Фа́ду (произнасяно неправилно фадо, на португалски: fado, от фатум на латински: fatum – съдба) е жанр в традиционната португалска градска инструментална и вокална музика, същността на който често се изразява с непреводимата дума „саудаде“ (на португалски: saudade), съчетаваща в себе си понятия като самота, носталгия, копнеж по непостижимото и любовна мъка.

## Възникване
Фаду се оформя окончателно в началото на 19 век в резултат от смесването на характерна гръцка (например лаика), романска и арабска музика при известно влияние и от бразилската колония. Играе важна роля в националната самоидентификация на португалците, тъй като прокарва ясна граница между ярките и живи испански ритми, отговарящи на по-буйния и рязък испански характер, и меката, меланхолична душа на португалския народ.

## Изпълнение
В популярния си вид се изпълнява в малки гостилнички (на португалски: tasca), наричани дом за фаду (на португалски: casa do fado) от всеки, който умее и пожелае, в съпровод на две китари: обикновена акустична китара и португалска китара (с шест двойки струни).
Има два основни центъра на фаду: Лисабон и Коимбра. Коимбренският стил е неразривно свързан с местната академична традиция, затова фадуто там е известно още и като „студентско“. Друга характерна негова черта е, че се изпълнява предимно от мъже.

## Известни изпълнители
Като Кралица на фадуто (в лисабонската му разновидност) е почитана класическата вече негова изпълнителка Амалия Родригеш. Родената в Мозамбик певица Мариза популяризира жанра и в други страни по света.

### Певци
- Ана Мура
- Амалия Родригеш
- Дулсе Понтеш
- Карлуш ду Карму
- Криштина Бранку
- Мариза
- Мизия

### Китаристи
- Антониу Шаиню
- Карлуш Паредеш